# Gaas
Gaas – miejscowość i gmina we Francji, w regionie Nowa Akwitania, w departamencie Landy.
Według danych na rok 1990 gminę zamieszkiwały 342 osoby, a gęstość zaludnienia wynosiła 37 osób/km² (wśród 2290 gmin Akwitanii Gaas plasuje się na 843. miejscu pod względem liczby ludności, natomiast pod względem powierzchni na miejscu 1118.).